# (2292) Seili
(2292) Seili es un asteroide perteneciente al cinturón de asteroides, descubierto el 7 de septiembre de 1942 por Yrjö Väisälä desde el Observatorio de Iso-Heikkilä, en Turku, Finlandia.

## Designación y nombre
Designado provisionalmente como 1942 RM. Fue nombrado Seili en homenaje a Seili, isla del archipiélago finlandés.